# Запорожець Олександр Іванович (політпрацівник)
Олександр Іванович Запорожець (нар. 15 серпня 1899, село Царівка, тепер Новоайдарського району Луганської області — 19 лютого 1959, Москва) — радянський політпрацівник, генерал-лейтенант (1942). Причетний до репресій в РСЧА. Депутат Верховної Ради РРФСР 1-го скликання. Кандидат у члени ЦК ВКП(б) у лютому 1941 — жовтні 1952 рр.

## Життєпис
З 1918 року — в Червоній армії. Учасник Громадянської війни в Росії. Служив червоноармійцем, політичним керівником роти. Член РКП(б) з 1919 року.
До 1926 року — відповідальний секретар партійного бюро артилерійського полку 80-ї стрілецької дивізії. 
З серпня 1926 року — військовий комісар 286-го стрілецького полку. 
З січня 1928 року — відповідальний секретар партійної комісії 96-ї стрілецької дивізії. 
З серпня 1929 року — військовий комісар 46-го артилерійського полку.
З лютого 1932 року — помічник начальника із політичної частини, військовий комісар Сумської артилерійської школи імені Фрунзе. 
З січня 1933 року — помічник начальника артилерійського науково-дослідного інституту РСЧА із політичної частини.
У 1935 році закінчив курси вищого політичного складу при Військово-політичній академії РСЧА імені Толмачова.
З березня 1936 року — у розпорядженні народного комісара оборони СРСР. 
З липня 1936 року — помічник командира з політичної частини та начальник політичного відділу 11-ї стрілецької дивізії. 
12 грудня 1937 року обраний депутатом Верховної Ради РРФСР 1-го скликання (1937—1946).
З січня 1938 року — військовий комісар Генерального штабу РСЧА. 
З березня 1938 року — член Військової ради Московського військового округу.
У 1939—1940 роках — член Військової ради 13-ї армії Північно-Західного фронту під час радянсько-фінської війни.
З жовтня 1940 року — начальник Головного управління політичної пропаганди Червоної Армії. З березня 1941 року — заступник народного комісара оборони СРСР.
З червня 1941 року — член Військової ради Південного фронту. 
З грудня 1941 року — уповноважений Ставки ВГК і член Військової ради Волховського і Ленінградського фронтів.
У жовтні 1942 — червні 1943 року — член Військової ради 60-ї армії. У серпні — грудні 1943 року — член Військової ради 63-ї армії.
З лютого 1944 року — член Військової ради Північно-Кавказького, потім Донського військових округів.
У червні 1947 — липні 1949 року — член Військової ради — заступник по політичній частині командувача військ Таврійського військового округу.
Потім — начальник політичного відділу — заступник по політичній частині начальника Військово-інженерної академії імені Куйбишева.
З 1956 року — в запасі, проживав у Москві.

## Звання
- бригадний комісар (2.01.1936)
- дивізійний комісар (10.02.1938)
- корпусний комісар (9.02.1939)
- армійський комісар 2-го рангу (4.04.1940)
- армійський комісар 1-го рангу (22.01.1941)
- корпусний комісар (.10.1942)
- генерал-лейтенант (6.12.1942)

## Нагороди
- два ордени Леніна (у тому числі 21.03.1940 «за зразкове виконання бойових завдань командування на фронті боротьби з фінською білогвардійщиною і проявлені при цьому доблесть і мужність»)
- чотири ордени Червоного Прапора (у тому числі 22.02.1938 «у зв'язку з XX-ю річницею Робітничо-Селянської Червоної Армії і Військово-Морського Флоту, за видатні успіхи і досягнення у бойовій, політичній і технічній підготовці частин і підрозділів Робітничо-Селянської Червоної Армії»)
- орден Вітчизняної війни 1-го ступеня
- орден Червоної Зірки
- медаль «XX років РСЧА» (22.02.1938)
- медаль «За перемогу над Німеччиною у Великій Вітчизняній війні 1941—1945 рр..»
- медалі